# Fraseria plumbea
Fraseria plumbea é uma espécie de ave da família Muscicapidae.
Pode ser encontrada nos seguintes países: Angola, Benin, Botswana, Burkina Faso, Camarões, República Centro-Africana, Chade, República do Congo, República Democrática do Congo, Costa do Marfim, Etiópia, Gabão, Gâmbia, Gana, Guiné, Guiné-Bissau, Quénia, Libéria, Malawi, Mali, Moçambique, Namíbia, Níger, Nigéria, Ruanda, Senegal, Serra Leoa, África do Sul, Sudão, Suazilândia, Tanzânia, Togo, Uganda, Zâmbia e Zimbabwe.
Os seus habitats naturais são: florestas secas tropicais ou subtropicais e florestas subtropicais ou tropicais húmidas de baixa altitude.